# Handball-Bundesliga 2020-2021
L'Handball-Bundesliga 2020-2021, conosciuta come LIQUI MOLY Bundesliga 2020-2021 per motivi di sponsorizzazione, è stata la 56ª edizione del torneo di primo livello del campionato tedesco di pallamano maschile.

## Squadre partecipanti
Partecipano 20 squadre da tutta la Germania. Di queste, 18 sono qualificate dalla stagione 2019–20 mentre le altre due sono promosse dalla 2. Handball-Bundesliga: HSC Coburg, i campioni e TUSEM Essen come seconda.
| Squadra              | Città        | Arena                         | Capacità    |
| -------------------- | ------------ | ----------------------------- | ----------- |
| Füchse Berlino       | Berlino      | Max-Schmeling-Halle           | 9,000       |
| Bergischer           | Solingen     | Klingenhalle Uni-Halle        | 3,200 2,600 |
| Balingen-Weilstetten | Balingen     | Sparkassen Arena              | 2,300       |
| Stoccarda            | Bittenfeld   | SCHARRena Porsche-Arena       | 2,251 6,211 |
| Coburg               | Coburgo      | HUK Coburg Arena              | 3,350       |
| Erlangen             | Erlangen     | Arena Nürnberger Versicherung | 8,308       |
| Essen                | Essen        | Sportpark am Hallo            | 2,500       |
| Flensburg-Handewitt  | Flensburgo   | Flens-Arena                   | 6,300       |
| Friesenheim          | Ludwigshafen | Friedrich-Ebert-Halle         | 2,250       |
| Frisch Auf Göppingen | Göppingen    | EWS Arena                     | 5,600       |
| Nordhorn-Lingen      | Nordhorn     | Euregium Emsland Arena        | 4,100 4,995 |
| Hannover-Burgdorf    | Hannover     | Swiss Life Hall               | 9,850 4,150 |
| Kiel                 | Kiel         | Sparkassen-Arena              | 10,285      |
| Lipsia               | Lipsia       | Arena Leipzig                 | 6,327       |
| Lemgo                | Lemgo        | Lipperlandhalle               | 4,790       |
| Magdeburgo           | Magdeburgo   | GETEC Arena                   | 6,800       |
| Melsungen            | Melsungen    | Rothenbach-Halle              | 4,300       |
| Minden               | Minden       | Kampa-Halle                   | 4,059       |
| Rhein-Neckar Löwen   | Mannheim     | SAP Arena                     | 13,200      |
| Wetzlar              | Wetzlar      | Rittal Arena Wetzlar          | 4,421       |

## Classifica finale
| Pos | Squadra                  | G  | V  | N | P  | GF   | GS   | DG   | Pt | Qualificazione o retrocessione |
| --- | ------------------------ | -- | -- | - | -- | ---- | ---- | ---- | -- | ------------------------------ |
| 1   | THW Kiel                 | 38 | 33 | 2 | 3  | 1212 | 999  | +213 | 68 | Champions League               |
| 2   | SG Flensburg-Handewitt   | 38 | 32 | 4 | 2  | 1175 | 998  | +177 | 68 | Champions League               |
| 3   | SC Magdeburgo            | 38 | 25 | 3 | 10 | 1151 | 1013 | +138 | 53 | European League                |
| 4   | Füchse Berlino           | 38 | 25 | 2 | 11 | 1093 | 1003 | +90  | 52 | European League                |
| 5   | Rhein-Neckar Löwen       | 38 | 23 | 4 | 11 | 1116 | 1023 | +93  | 50 | European League                |
| 6   | SC DHfK Leipzig          | 38 | 19 | 4 | 15 | 1017 | 1019 | −2   | 42 |                                |
| 7   | Frisch Auf Göppingen     | 38 | 18 | 6 | 14 | 1055 | 1046 | +9   | 42 |                                |
| 8   | MT Melsungen             | 38 | 19 | 3 | 16 | 1062 | 1062 | 0    | 41 |                                |
| 9   | TBV Lemgo                | 38 | 18 | 5 | 15 | 1043 | 1056 | −13  | 41 |                                |
| 10  | HSG Wetzlar              | 38 | 18 | 5 | 15 | 1078 | 1034 | +44  | 41 |                                |
| 11  | TSV Hannover-Burgdorf    | 38 | 15 | 6 | 17 | 1032 | 1034 | −2   | 36 |                                |
| 12  | Bergischer HC            | 38 | 16 | 3 | 19 | 1037 | 1019 | +18  | 35 |                                |
| 13  | HC Erlangen              | 38 | 15 | 4 | 19 | 1038 | 1051 | −13  | 34 |                                |
| 14  | TV Bittenfeld            | 38 | 14 | 4 | 20 | 1019 | 1075 | −56  | 32 |                                |
| 15  | HBW Balingen-Weilstetten | 38 | 13 | 3 | 22 | 1023 | 1100 | −77  | 29 |                                |
| 16  | GWD Minden               | 38 | 10 | 8 | 20 | 989  | 1051 | −62  | 28 |                                |
| 17  | TSG Friesenheim          | 38 | 10 | 5 | 23 | 927  | 1018 | −91  | 25 |                                |
| 18  | HSG Nordhorn-Lingen      | 38 | 7  | 3 | 28 | 964  | 1112 | −148 | 17 |                                |
| 19  | TUSEM Essen              | 38 | 7  | 1 | 30 | 1013 | 1142 | −129 | 15 |                                |
| 20  | HSC 2000 Coburg          | 38 | 4  | 3 | 31 | 968  | 1157 | −189 | 11 |                                |